# Saint-Georges-le-Fléchard
 Saint-Georges-le-Fléchard  es una población y comuna francesa, en la región de Países del Loira, departamento de Mayenne, en el distrito de Laval y cantón de Meslay-du-Maine.

## Demografía
| 224 | 200 | 140 | 152 | 189 | 237 |
| Para los censos de 1962 a 1999 la población legal corresponde a la población sin duplicidades (Fuente: INSEE [Consultar]) |     |     |     |     |     |